# باقرآباد (داورزن)
باقرآباد، روستایی است از توابع بخش مرکزی و در شهرستان داورزن استان خراسان رضوی ایران.

## جمعیت
این روستا در دهستان کاه قرار داشته و بر اساس سرشماری سال ۱۳۸۵ جمعیت آن ۳۱۱ نفر (۷۶ خانوار)
بوده است.